# James Cabell Bruce
James Cabell Bruce (Baltimore, 23 de diciembre de 1892-Nueva York, 17 de julio de 1980), fue un empresario y banquero estadounidense, que se desempeñó como embajador de los Estados Unidos en Argentina entre 1947 y 1949.

## Biografía

### Primeros años
Nació el 23 de diciembre de 1892 en Baltimore (Maryland), hijo de William Cabell Bruce (abogado y senador de los Estados Unidos) y Louise Este Fisher y hermano del diplomático David K. E. Bruce.
Estudió en Gilman School en Baltimore y asistió a la Universidad de Princeton, donde se graduó en 1914 con una licenciatura en literatura. En 1918, recibió un título en derecho de la Universidad de Maryland, Baltimore.

### Carrera
En 1915, hizo el servicio militar en el Ejército de los Estados Unidos en Plattsburgh (Nueva York). En 1916, trabajó en Roma como secretario del embajador de Estados Unidos en Italia Thomas Nelson Page. En 1917, se alistó en el Ejército de los Estados Unidos, sirviendo en Francia y Alemania. En 1919, se desempeñó como agregado militar en la Embajada de Estados Unidos en Roma. Desde allí, viajó a los Balcanes para visitar Albania y Montenegro para la Conferencia de Paz de París.
En 1919, trabajó para el Mercantile Trust Bank de Baltimore y para Atlantic Trust Company. En 1926, se mudó a Nueva York, donde trabajó para bancos como Chase National. En 1931, regresó a Baltimore como presidente de la Baltimore Trust Company. En 1933, se convirtió en asesor financiero de Homeowners Loan Corporation en Washington D. C. En 1934, se convirtió en vicepresidente de la Corporación Nacional de Productos Lácteos. También se desempeñó como director de varias empresas, entre ellas: American Airlines, Maryland Casualty Company, Republic Steel, American Shipbuilding Company y Lowe's Theatres.
En 1947, se convirtió en embajador de Estados Unidos en Argentina. Regresó a los Estados Unidos para hacer campaña por el presidente Harry S. Truman. En 1949, renunció para poder convertirse en embajador en el Reino Unido. Sin embargo, Truman retiró su nominación y se convirtió en director del Programa de Asistencia de Defensa Mutua, precursora de la OTAN.
En 1950, volvió al sector privado. En 1958, fue sin éxito candidato al Senado de los Estados Unidos.

### Fallecimiento
Falleció el 17 de julio de 1980 en la ciudad de Nueva York.

## Obras
- College Journalism with James Forrestal (1914)[3]
- Those Perplexing Argentines (New York: Longmans, Green, 1953)[4]
- Memoirs (Baltimore: Gateway Press, 2004)[2]